# Sportovní letiště Ivana Sariće
Sportovní letiště Ivana Sariće (srbsky Sportski aerodrom Ivana Sarića) je malé letiště, které leží u města Subotica na severu Srbska.
Letiště je pojmenováno podle Ivana Sariće, který uskutečnil první let v roce 1910.
Letiště má velmi malé využití, mimo jiné existuje projekt jeho užívání pro rekreační a turistické lety.